# Villa Rospigliosi
Villa Rospigliosi si trova nella frazione di Spicchio del comune di Lamporecchio.

## Storia
Il nome deriva dal cardinale Giulio Rospigliosi, divenuto papa Clemente IX, sul soglio pontificio dal 1667 al 1669.

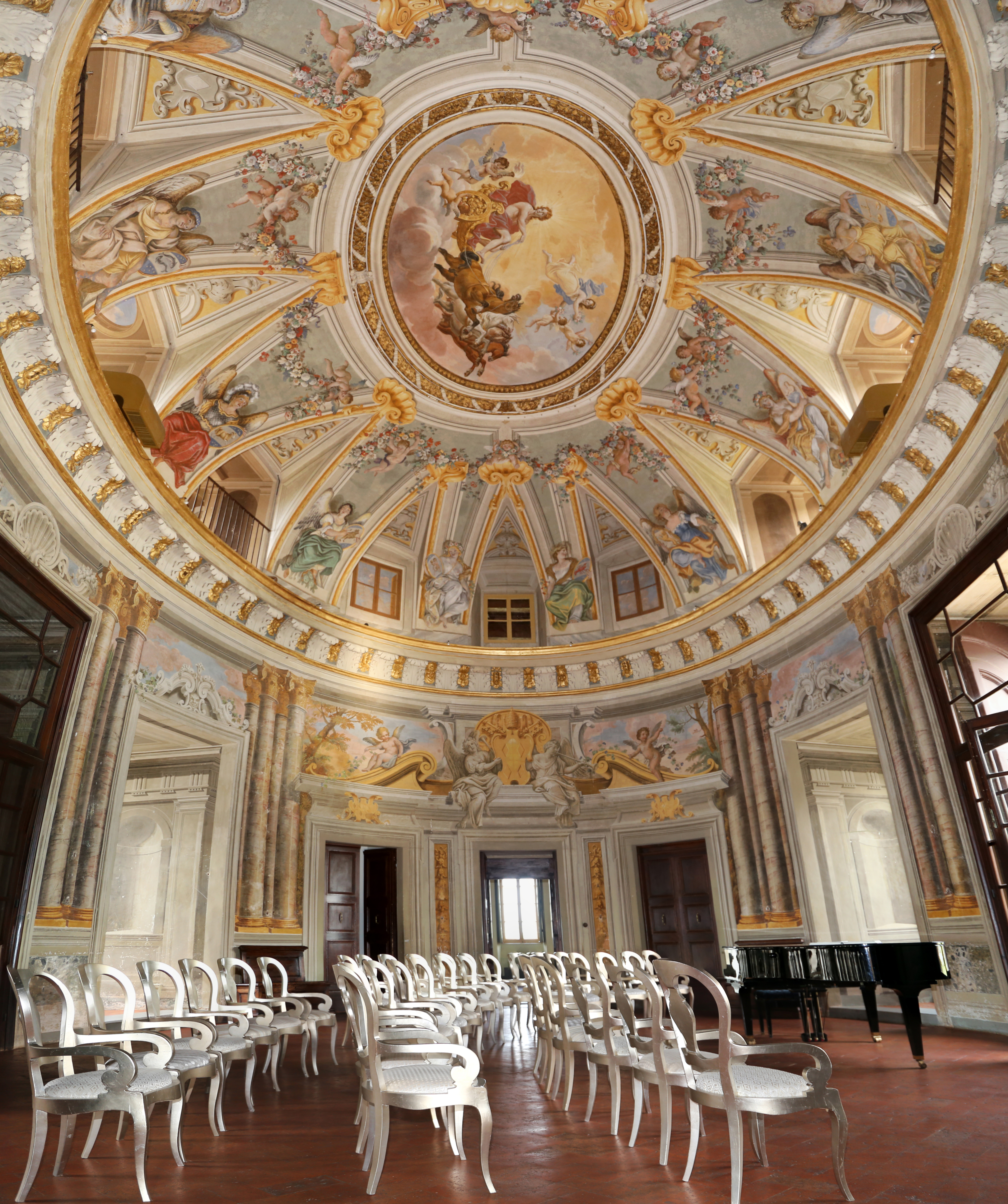
Il salone principale, con gli affreschi di Ludovico Gemignani

Durante il suo breve papato, una delle sue prime iniziative fu quella di farsi costruire una sontuosa villa nella zona dove la sua famiglia, originaria della Lombardia e perseguitata dal Barbarossa, aveva trovato accoglienza. La famiglia Rospigliosi si era poi trasferita a Pistoia e ivi aveva ricoperto numerose cariche pubbliche, civili ed ecclesiastiche, che avevano permesso una graduale scalata sociale culminata con il suo papato.
Il disegno della villa fu tradizionalmente attribuito al migliore architetto dell'epoca, Gianlorenzo Bernini, anche se l'incarico della costruzione fu raccolto dal suo fedele allievo Mattia de' Rossi, pure romano. Papa Clemente non fece mai in tempo ad abitare la villa perché morì l'anno stesso in cui i lavori furono iniziati, sotto la supervisione di suo fratello Camillo, padre del Principe Giovanni Battista Rospigliosi Pallavicini, dei Cardinali Felice Rospigliosi e Jacopo Rospigliosi e di Donna Caterina Banchieri Rospigliosi.
Il progetto fu comunque portato a termine e la villa fu usata dalla famiglia Rospigliosi come dimora estiva fino ai primi anni del Novecento. Ceduta in seguito alla famiglia Schweiger, ha attraversato nel tempo lunghi anni di incuria, che avevano dato alla villa un aspetto malinconico e decadente, testimoniato anche dagli scritti di Harold Acton. Fu venduta dagli ultimi proprietari a un consorzio alberghiero negli anni '90, che ha portato a termine un restauro di tutta la proprietà. Oggi la villa è usata per convegni e cerimonie.

## Descrizione
L'impianto, costituito da un corpo centrale quadrato più alto e da due ali laterali su tre piani, è sobrio e si intona bene con la campagna toscana. Due ali laterali sporgono come due torri mozze.
La facciata è movimentata da strisce in pietra serena, lo stesso materiale che incornicia le numerose finestre dei due piani principali e degli altrettanti mezzanini, come i fianchi e i cornicioni. Sul tetto esisteva una balaustra testimoniata da una stampa di Giuseppe Zocchi, con statue decorative.
L'ingresso si raggiunge da una scalinata ed è sormontato dallo stemma papale in marmo bianco.
Al centro, il corpo della struttura è dominato al centro da tre sale a pianta ellittica: una al piano interrato, una al piano terreno, affrescata sul finire del Settecento e nei primi dell'Ottocento con finte colonne, motivi mitologici e personificazioni dei segni zodiacali, ed una al primo piano con il soffitto alto il doppio che sconfina nel piano superiore.
Ai lati si dispiegano due scaloni a spirale e numerose stanze.

### La cappella

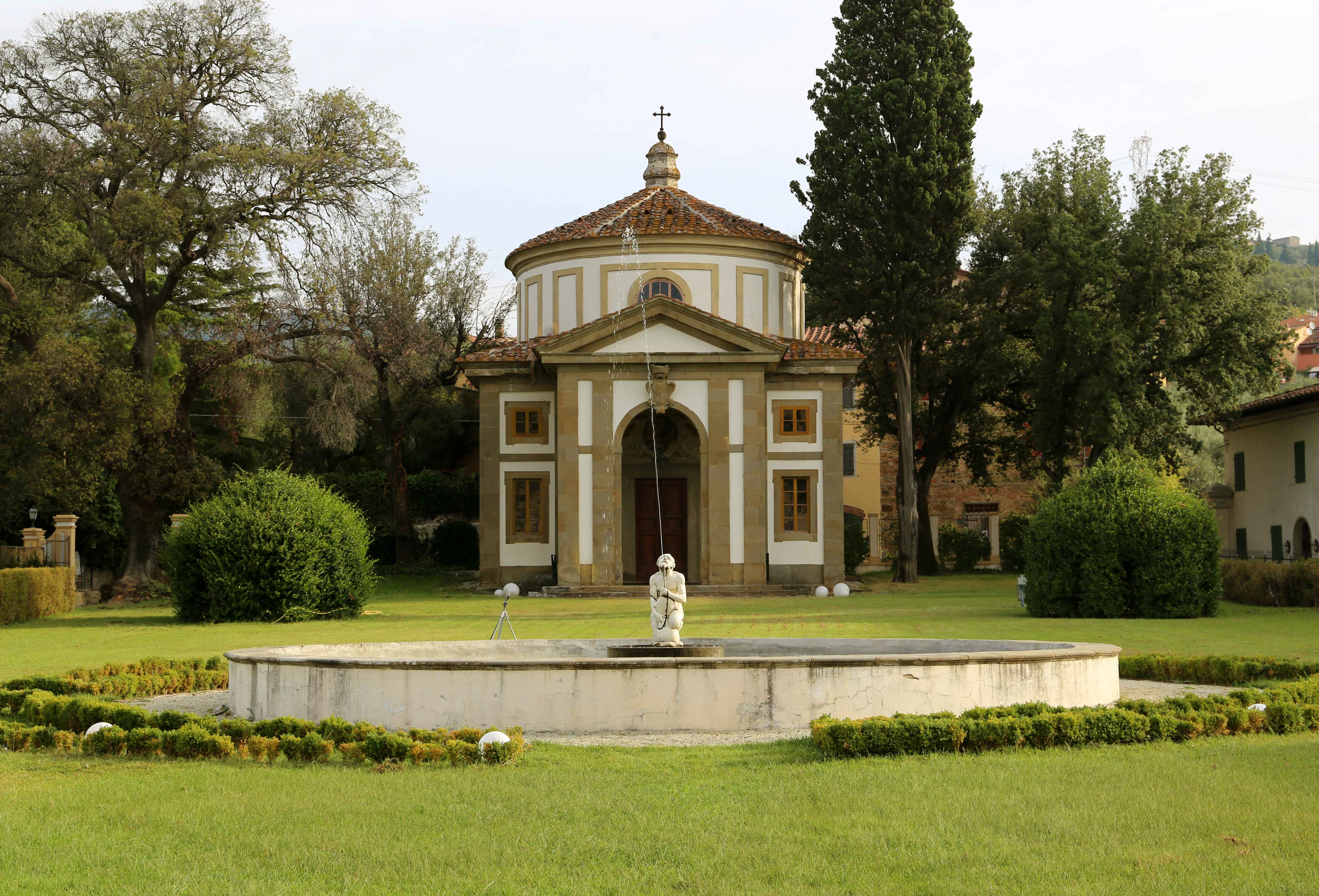
La cappella ellittica

Davanti alla villa fu realizzata scenograficamente una cappella ellittica, al termine di un prato dominato da una grande vasca rotonda con una statua di tritone al centro.
Dedicata ai santi Simone e Giuda, risale al 1675 circa ed ha un profondo pronao frontonato e un alto tamburo su cui si imposta la cupola ellittica. L'esterno è innervato da un ordine a fasce, in pietra. L'aula è ovale, chiusa da una scatola muraria quadrangolare e decorata da quadrature illusionistiche. All'interno tracce di affreschi con trompe l'oeil e una pregevole statua mariana settecentesca.

### Il parco

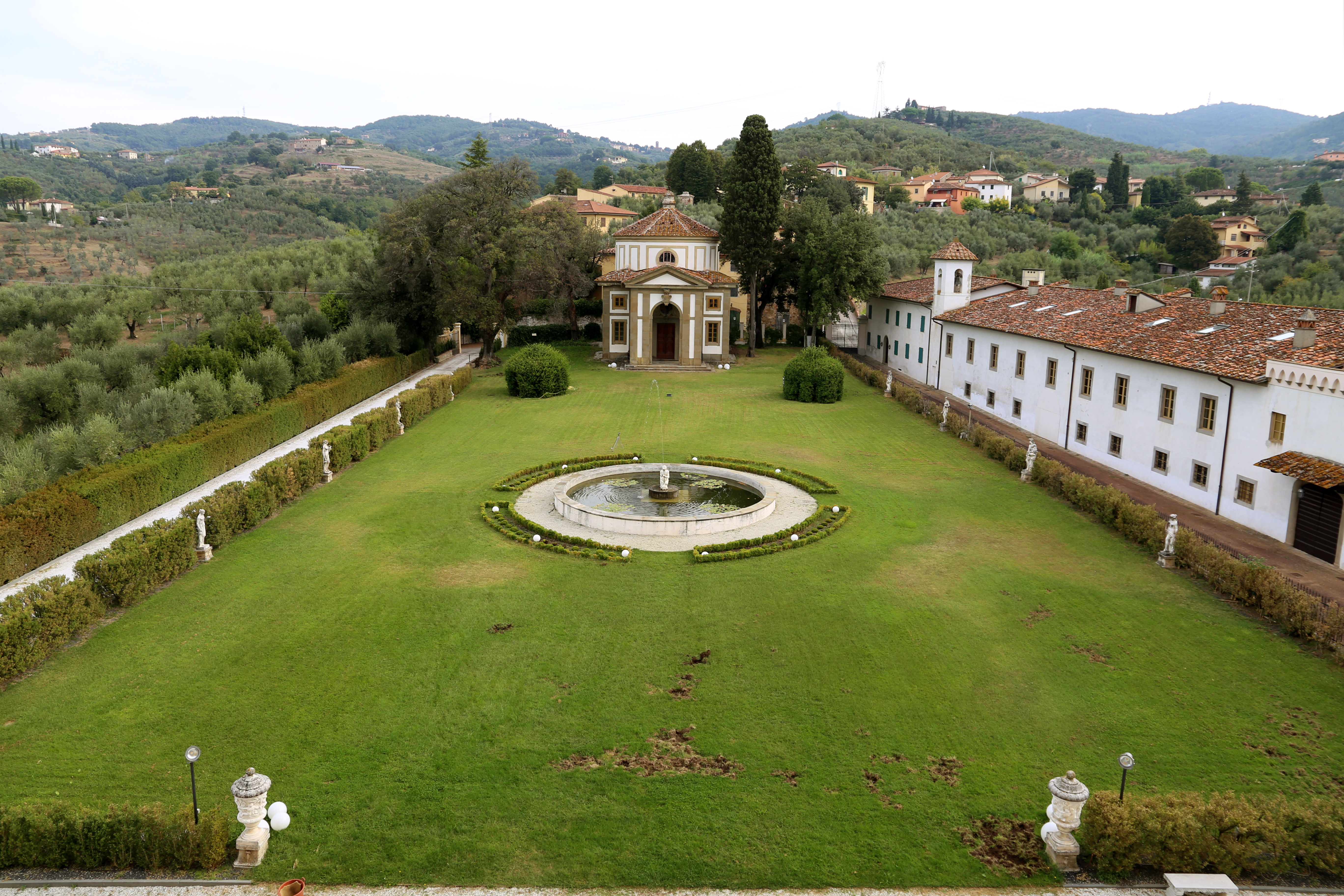
Il prato

L'ingresso alla villa, preceduto da un lungo viale fiancheggiato da due filari di lecci, avviene attraverso due portoni in pietra sormontati dallo stemma papale in marmo.
Completano il complesso la fila di edifici rurali di servizio sulla destra della villa e il vasto parco, in larga parte coltivato con ulivi, ma anche con parti boscose.
Il parco è ampio 29 ettari circa ed è interamente circondato da un muro di cinta. Nel parco si trova anche una zona paludosa per la caccia di animali acquatici un casino di caccia al quale si accedeva attraverso un viale fiancheggiato da due filari di lecci.